# Eclissi solare dell'8 aprile 1902
L'eclissi solare dell'8 aprile 1902 è stato un evento astronomico che ha avuto luogo il suddetto giorno attorno alle ore 14.05 UTC. L'eclissi, di tipo parziale, ha avuto luogo nel Canada nord-occidentale e nell'estremo angolo nord-est dell'Alaska.

## Eclissi correlate

### Eclissi solari 1902 - 1907
Questa eclissi è un membro di una serie semestrale. Un'eclissi in una serie semestrale di eclissi solari si ripete approssimativamente ogni 177 giorni e 4 ore (un semestre) in nodi alternati dell'orbita della Luna.